# Росети ал Мото (Верона)
Росети ал Мото је насеље у Италији у округу Верона, региону Венето.
Према процени из 2011. у насељу је живело 19 становника. Насеље се налази на надморској висини од 292 м.